# Chi Thúy tước
Chi Thúy tước (danh pháp khoa học: Delphinium) gồm khoảng 300 loài thực vật có hoa lâu năm thuộc họ Mao lương (danh pháp khoa học: Ranunculaceae). Phân bố rộng rãi ở Bắc bán cầu và trên các ngọn núi cao thuộc rừng nhiệt đới châu Phi. Tất cả các loài trong chi này đều có chất độc, có thể gây hại cho cả người và gia súc khi ăn phải. Người ta thường gọi các loài cây lâu năm trong chi này và một số loài cây một năm thuộc chi Phi yến (danh pháp khoa học: Consolida) là "larkspur".
Thông qua việc nghiên cứu và so sánh tế bào, các nhà thực vật cho rằng Phi yến và một phân chi khác, Aconitella, đều thuộc chi Thúy tước. Tên gốc Delphinium bắt nguồn từ tiếng Latin có nghĩa là "cá heo", do hình dạng tuyến mật của hoa có hình dạng giống mũi cá heo.

## Các loài
chi này bao gồm các loài:
- Delphinium andersonii
- Delphinium arthriscifolium
- Delphinium bakeri
- Delphinium barbeyi
- Delphinium bicolour
- Delphinium brunonianum
- Delphinium californicum
- Delphinium calthifolium
- Delphinium cardinale
- Delphinium carolinianum
- Delphinium cheilanthum
- Delphinium consolida
- Delphinium decorum
- Delphinium denudatum
- Delphinium depauperatum
- Delphinium elatum
- Delphinium exaltatum
- Delphinium formosum
- Delphinium glaucum
- Delphinium gracilentum
- Delphinium grandiflorum
- Delphinium gypsophilum
- Delphinium hansenii
- Delphinium hesperium
- Delphinium hutchinsoniae
- Delphinium hybridum
- Delphinium inopinum
- Delphinium leucophaeum
- Delphinium luteum
- Delphinium malabaricum
- Delphinium nudicaule
- Delphinium nuttallianum
- Delphinium occidentale
- Delphinium parishii
- Delphinium parryi
- Delphinium patens
- Delphinium pavonaceum
- Delphinium peregrinum
- Delphinium polycladon
- Delphinium purpusii
- Delphinium recurvatum
- Delphinium robustum
- Delphinium scopulorum
- Delphinium stachydeum
- Delphinium tricorne
- Delphinium trolliifolium
- Delphinium uliginosum
- Delphinium umbraculorum
- Delphinium variegatum
- Delphinium viridescens